# بیمارستان بوتارو
بیمارستان بوتارو (به لاتین: Butaro Hospital) یک بیمارستان در رواندا است که در شهرستان بوررا واقع شده است.